# Zosne cincticornis
Zosne cincticornis är en skalbaggsart som beskrevs av Francis Polkinghorne Pascoe 1866. Zosne cincticornis ingår i släktet Zosne och familjen långhorningar. Inga underarter finns listade i Catalogue of Life.